# Jacek Mikuła
Jacek Mikuła (ur. 23 marca 1946 w Zabrzu) – polski pianista, kompozytor i aranżer.

## Życiorys
Absolwent Państwowej Wyższej Szkoły Muzycznej w Katowicach, w klasie fortepianu. Już jako uczeń grywał w amatorskich zespołach muzyki rozrywkowej i jazzowej.
Od drugiego roku studiów współpracował jako kompozytor i aranżer z Katowicką Rozgłośnią Polskiego Radia, nagrywając około 200 utworów instrumentalnych swojej kompozycji.  
W latach 1968–1970 zdobył wyróżnienia indywidualne jako pianista na studenckim festiwalu jazzowym „Jazz nad Odrą” we Wrocławiu. Z własnym trio (Jacek Bednarek b., Janusz Trzcinski dr.) grywał w klubach studenckich oraz nagrywał dla pr. III PR.
W 1969 roku po dyplomie przeniósł się do Warszawy, gdzie zaistniał jako członek zespołów jazzowych: Big Band Stodoła, Grupa Bluesowa Stodoła, Old Timers. Akompaniował też Halinie Frąckowiak oraz koncertował w klubach skandynawskich. 
W latach 1970–1971 współpracował z Czesławem Niemenem, grając na organach Hammonda (grupa Niemen Enigmatic), czego efektem jest "czerwony" podwójny album "Niemen" z m.in. utworem "Enigmatyczne impresje" jego kompozycji.   
W latach 1973–1979 współpracował z Marylą Rodowicz jako pianista, kompozytor wielu przebojów (m.in. Sing Sing, Damą być, Nie ma jak pompa), aranżer i kierownik muzyczny zespołu. Jego piosenki nagrywały także inne gwiazdy polskiej estrady: Alibabki, Ewa Bem, Irena Jarocka, Bogusław Mec, Krystyna Prońko, Zdzisława Sośnicka, Andrzej Zaucha i inni.
W latach 1981–1989 współpracował z teatrem "Rampa" oraz II programem telewizji niemieckiej.

## Kompozycje
1. „Moje serce to jest muzyk” – Ewa Bem
2. „Sing Sing” – Maryla Rodowicz
3. „Damą być” – Maryla Rodowicz
4. „Bossa nova do poduszki” – Maryla Rodowicz
5. "Nie ma jak pompa" - Maryla Rodowicz
6. „Dworzec” – Maryla Rodowicz
7. "Byłam sama jestem sama" / "Ziemio dobra ziemio stara" - Maryla Rodowicz
8. "Cyrk nocą" - Maryla Rodowicz
9. „Deszcz w Cisnej” – Krystyna Prońko
10. „Modlitwa o miłość prawdziwą” – Krystyna Prońko
11. „Enigmatyczne impresje” – Niemen Enigmatic
12. „Mały biały pies” – Ewa Dębicka i Bogusław Mec
13. „Nie pieprz Piotrze” – Ewa Bem i Andrzej Zaucha
14. "Jeszcze w sercu radość" - Andrzej Zaucha
15. „Mój słodki Charlie” – Irena Jarocka[3]
16. „Tak chciałabym twoją żoną być” – Zdzisława Sośnicka
17. „Z czego chmury w niebie są” – Zdzisława Sośnicka
18. „Pani ty jesteś urocza” – Alibabki
19. „Muzykalny zegar” – Alibabki
20. "Śnij Warszawo" - Alibabki
21. "Łagodny Pan Feeling" - Alibabki
22. "Jak zmienić świat" - Andrzej Zaucha
23. "Gdzie ta muzyczka" - Andrzej Zaucha
24. "Raz w życiu karnawał" - Maryla Rodowicz
25. "Osiedlowy klub samotnych" - Maryla Rodowicz
26. "Dom na jednej nodze" - Maryla Rodowicz
27. "Maly barek w Santa Cruz" - Maryla Rodowicz
28. "Dwa wesela" - Maryla Rodowicz
29. "Silna w rękach" - Maryla Rodowicz
30. „Wielki trójżaglowiec” – Maryla Rodowicz
31. "To se ne wrati" - Maryla Rodowicz
32. "Yokohama" - Maryla Rodowicz
33. "Pszczoły na wrotkach" - Maryla Rodowicz
34. "Dziewczyna-pirat" - Aura
35. „Spontanicznie żyj” – Danuta Błażejczyk i Ryszard Rynkowski
36. "Travell" - Teresa Haremza
37. i inne